# 650 a.C.
Il 650 a.C. (DCL a.C. in numeri romani) è un anno  del VII secolo a.C.

## Eventi
- In Europa, il cambiamento climatico costringe le tribù della Scandinavia a migrare a sud del continente europeo.
- A Rodi inizia la produzione dell'oinochoe, che terminerà nel 625 a.C. Il vaso per il vino si trova al Museum of Fine Arts di Boston
- La città di Cartagine si rende indipendente da Tiro.